# Phyllanthus dewildeanus
Phyllanthus dewildeanus är en emblikaväxtart som beskrevs av Jean F.Brunel. Phyllanthus dewildeanus ingår i släktet Phyllanthus och familjen emblikaväxter.
Artens utbredningsområde är Etiopien. Inga underarter finns listade i Catalogue of Life.